# B'Day
B'Day è il secondo album in studio della cantautrice statunitense Beyoncé, pubblicato il 4 settembre 2006 dalla Columbia Records, Sony Urban Music e dalla Music World.
L'album, inizialmente pianificato per il 2004, doveva essere il seguito dell'album di debutto Dangerously in Love, però gli impegni con l'ultimo album delle Destiny's Child, Destiny Fulfilled e la sua partecipazione al film Dreamgirls (2006) misero in pausa il progetto. Molti dei testi dell'album sono ispirati proprio dal suo ruolo nel film.
Debuttò alla prima posizione della Billboard 200, vendendo 541 000 copie nella sua prima settimana e fu certificato tre volte disco di platino dalla RIAA. Il successo fu così grande che dall'album furono estratti sei singoli, tra cui le hit Déjà vu, Irreplaceable e Beautiful Liar. Ricevette molte buone critiche e permise a Beyoncé di vincere vari Grammy Award, tra cui l'importante grammy per la categoria Best Contemporary R&B Album. Nel 2007 partì il secondo tour della cantante, The Beyoncé Experience da cui fu ricavato un album live, The Beyoncé Experience Live.

## Descrizione
Nel 2002, durante le registrazioni per l'album di debutto Dangerously in Love, Beyoncé produsse ben 45 brani. I piani iniziali della cantante erano di far uscire, dopo il primo album, un EP (B'Day) contenente altre canzoni rimaste fuori dall'album. Il 7 gennaio 2004 un rappresentante della Columbia Records affermò che la cantante si sarebbe dovuta occupare dell'ultimo album delle Destiny's Child, Destiny Fulfilled e del Super Bowl XXXVIII dove avrebbe cantato l'inno nazionale statunitense (The Star-Spangled Banner), che è sempre stato il suo sogno sin da quando era bambina. Alla fine del 2005 Beyoncé mise di nuovo in pausa i progetti per il secondo album, in quanto occupata con le riprese del film Dreamgirls. Poiché voleva concentrarsi su un progetto alla volta, aspettò la fine delle riprese per tornare in studio di registrazione. Al periodico statunitense Billboard dichiarò:
Dopo un mese di riposo, finite le riprese per il film, Beyoncé tornò in studio per le registrazioni del nuovo album.
Sollecitata dal padre e manager, Mathew Knowles, a cominciare subito i lavori senza svelare nulla, Knowles si mise subito al lavoro, parlando e discutendo del progetto, solo con le persone chiamate a collaborare all'album. Lavoro con Rich Harrison, Rodney Darkchild Jerkins, Sean Garrett, Cameron Wallace, The Neptunes, il duo degli Stargate, il rapper Swizz Beatz e Walter Millsap. Anche due donne, per la scrittura delle canzoni, furono incluse nel progetto: la cugina di Beyoncé, Angela Beyincé, già collaboratrice per Dangerously in Love e Makeba Riddick, conosciuta dopo la scrittura di Déjà vu, il singolo di apertura dell'album.

## Registrazione
Influenzata dal metodo del fidanzato Jay-Z, di collaborare simultaneamente con i vari produttori, Beyoncé si sistemò negli Sony Music Studios di New York, con Harrison, Jerkins e Garrett, ognuno sistemato in una stanza da lavoro. Durante le sessioni di registrazione, la cantante andava da una stanza all'altra per vedere i progressi di ogni pezzo, creando una "salutare competizione" tra i produttori. Quando concepiva un potenziale pezzo, la cantante lo portava in consiglio e dopo tre ore di consulte, la canzone era pronta. Mentre Beyoncé e i produttori lavoravano sui testi, altri produttori, The Neptunes, Jerkins, Swizz Beatz, lavoravano sulle musiche. A volte lavoravano dalle 11.00 di mattina per spendere più di 14 ore sulla creazione dei pezzi. Makeba Riddick di MTV News avrebbe più tardi parlato dell'esperienza di produzione:
Swizz Beatz co-produsse 4 canzoni per l'album, e Beyoncé a volte riuscì a produrre più di tre pezzi a giornata, completando le registrazioni in sole 2 settimane. B'Day, un tributo al compleanno di Beyoncé, fu terminato in sole 3 settimane, contro le aspettative che non lo davano pronto prima delle 6 settimane. 25 canzoni furono prodotte per l'album; di queste ne furono selezionate 10 da mettere nell'album finale.

## Musica

### Stile
B'Day è musicalmente composto di vari generi americani e come il precedente lavoro di Beyoncé, comprende elementi urban come il contemporary R&B e hip-hop. Alcune canzoni hanno sound proprio degli anni settanta e anni ottanta; Suga Mama per esempio, che implementa un sample blues, da Jake Wade and the Soul Searchers' "Searching for Soul", contiene influenze Funk-1970 e Go-go-1980. Déjà vu ha influenze degli anni '70. Green Light è un classico groove, mentre Get Me Bodied implementa un sound twang, uno stile originario del Texas.
Beyoncé creò molte canzoni per B'Day servendosi di svariate tecniche e strumentazioni. La canzone Déjà vu, che rimanda al rap di Jay-Z, è stata creata con un basso elettrico, la conga, hi-hat, il corno e una drum machine Roland TR-808. Il secondo singolo, Ring the Alarm viene ricordata per l'utilizzo di una sirena nel suo sound, che è ben distante dal classico sound di Beyoncé. Inoltre l'uso del uh-huh huh huh in Green Light, è un chiaro eco a Crazy in Love, secondo Peter Robinson del The Guardian.

### Testi
Molti dei temi e dello stile musicale prendono ispirazione dal ruolo di Beyoncé nel film Dreamgirls. La trama del film ruota intorno a un gruppo di cantanti degli anni '60, The Dreams formato da 3 ragazze, che trovano il successo guidate dal loro manager Curtis Taylor. Beyoncé interpreta Deena Jones, voce principale del gruppo e mogli di Taylor, che abusa dei suoi sentimenti. Nell'album, la cantante da molto spazio a questo tema, del femminismo e la forza delle donne. Nella bonus track Encore for the Fans, Beyoncé dice proprio: 

## Pubblicazione e promozione

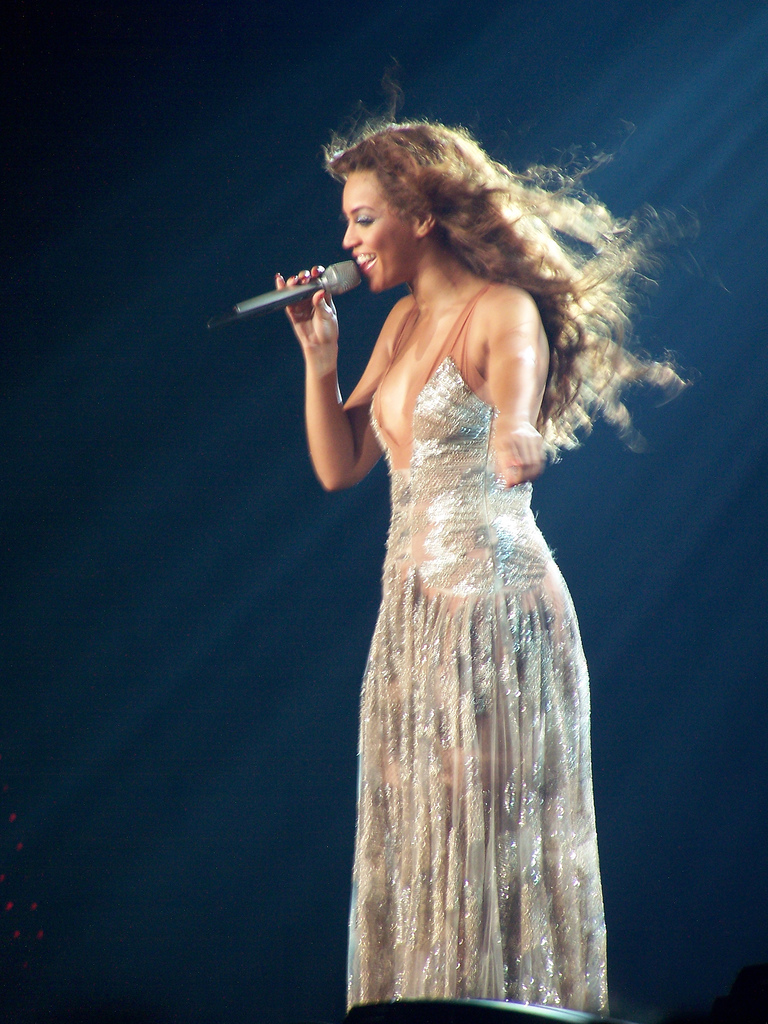
Beyoncé durante il The Beyoncé Experience a Barcellona

B'Day fu pubblicato da Columbia Records, Sony Urban Music e Music World Music, il 4 settembre 2006, il giorno del 25º compleanno di Beyoncé. e il 5 settembre in tutto il nord America. Una Deluxe Edition in doppio disco uscì sette mesi dopo l'uscita della prima versione dell'album, il 3 aprile 2007, e nel Regno Unito il 23 aprile. A differenza della versione originale del disco, la nuova edizione conteneva 5 nuove canzoni, inclusa Beautiful Liar in duetto con la cantante colombiana Shakira. La canzone in un solo giorno, il 7 aprile 2007, riuscì nella classifica Billboard a scalare 91 posizioni, passando dalla numero 94 alla numero 3. Amor gitano, un duetto pop-flamenco con il cantante messicano Alejandro Fernández, fu incluso nella nuova versione insieme ad altre canzoni tradotte in spagnolo, come Listen (Oye), Beautiful Liar (Bello embustero) e Irreplaceable (Irreemplazable).
B'Day Anthology Video Album fu pubblicato insieme alla Deluxe Edition. Conteneva 13 video musicali, tra cui una seconda versione di Listen e l'Extended Mix di Get Me Bodied; molti video furono estratti dalle canzoni up-tempo dell'album. Inizialmente l'album fu pubblicato solo nella catena Wal-mart, anche se poi fu distribuita anche in altri negozi. Un'altra versione dell'album, invece di contenere le canzoni spagnole, contiene i video del DVD.
Ancora prima dell'uscita dell'album, nell'estate del 2006, Beyoncé cominciò a fare audizioni in tutto il mondo, per creare una band di sole donne per il suo nuovo tour, in promozione del nuovo album. Chiamò la band Suga Mama. Mentre la band era formata da sole donne, sul palco a ballare con Beyoncé c'erano però, sia ballerini maschi che femmine.
La scaletta del tour era formata da canzoni del nuovo album, B'Day, ma anche dai vecchi successi di Dangerously in Love, e da un medley delle Destiny's Child. Pertì il 10 aprile 2007 in Giappone, e si concluse il 12 novembre a Taipei, Isola di Taiwan. A Los Angeles, Stati Uniti, fecero un'apparizione anche Jay-Z e le ex-compagne di Beyoncé, Michelle Williams e Kelly Rowland. Da questo tour fu creato anche un album live, uscito il 20 novembre 2007, dal titolo The Beyoncé Experience Live.

## Ricezione

### Controversie
La copertina del brano Ring the Alarm fece nascere delle controversie per l'uso degli alligatori. Beyoncé ammise che l'idea di utilizzare questi animali e di chiudere le loro fauci era stata sua. La PETA, un'organizzazione no-profit per la difesa dei diritti degli animali che già si era scontrata con la cantante per l'utilizzo di pellicce che questa fece nella sua linea di moda, contattò un biologo che più tardi la contattò esternandole il suo disappunto in qualità di specialista del mondo rettile.
Nel 2007, pochi giorni dopo la loro pubblicazione, la Deluxe Edition e il DVD B'Day Anthology Video Album furono richiamati per un'altra controversia, nata dall'utilizzo del brano Still in Love (Kissing You), cover della canzone Kissing You, di Des'ree. Il contratto infatti, specificava che il titolo della canzone sarebbe dovuto rimanere inalterato e che non sarebbe stato possibile un video. Infranti i termini del contratto, le versioni contenenti la canzone furono richiamati e al posto della reinterpretazione della cantante britannica, fu inserito il brano If, permettendo alla cantante di chiudere la controversia legale nell'ottobre 2007.

## Singoli
Déjà vu (ft. Jay-Z) fu pubblicato come singolo d'apertura il 31 luglio 2006. Green Light inizialmente doveva essere pubblicato come secondo singolo di B'Day per il mercato internazionale, ma in seguito la cantante optò per Ring the Alarm. Nel novembre 2006 fu pubblicato, come singolo promozionale, Upgrade U (ft. Jay-Z) che riuscì a scalare molte vette.
Il terzo singolo ufficiale, Irreplaceable divenne il singolo più venduto, in America, del 2007 e secondo l'ufficiale Billboard Hot 100 il singolo di maggior successo del decennio 2000-2010. Anche Rolling Stone la inserì al numero 6 posto della lista delle 100 migliori canzoni degli anni 2000.
Il brano Beautiful Liar (ft. Shakira), contenuto nella Deluxe Edition di B'Day, debuttò alla numero 94 della Billboard Hot 100 e in un solo giorno, scalò 91 posizioni arrivando alla numero 3. Raggiunse inoltre le vette di 32 classifiche mondiali divenendo una hit per entrambe le artiste, già inondate dai successi di Déjà vu per Beyoncé, e Hips Don't Lie per Shakira.
Get Me Bodied fu pubblicato come quinto singolo il 10 luglio 2007, seguito, nel Regno Unito, da Green Light il 30 luglio 2007.

## Tracce
1. Déjà vu (feat. Jay-Z) – 4:00 (Beyoncé Knowles, Rodney "Darkchild" Jerkins, Delisha Thomas, Makeba Keli, Nicole Price, Shawn Carter)
2. Get Me Bodied – 3:25 (Beyoncé Knowles, Solange Knowles, Kasseem "Swizz Beatz" Dean, Sean Garrett, Makeba Keli, Angela Beyincé)
3. Suga Mama – 3:24 (Beyoncé Knowles, Rich Harrison, Makeba Keli, Chuck Middleton)
4. Upgrade U (feat. Jay-Z) – 4:32 (Beyoncé Knowles, Solange Knowles, MK, Makeba Keli, Sean Garrett, Angela Beyincé, Shawn Carter, Willie Clarke, Clarence Reid)
5. Ring the Alarm – 3:23 (Beyoncé Knowles, Kasseem "Swizz Beatz" Dean, Sean Garrett)
6. Kitty Kat – 3:55 (Beyoncé Knowles, Pharrell Williams, Shawn Carter, Makeba Keli)
7. Freakum Dress – 3:20 (Beyoncé Knowles, Rich Harrison, Angela Beyincé, Makeba Keli)
8. Green Light – 3:29 (Beyoncé Knowles, Pharrell Williams, Sean Garrett)
9. Irreplaceable – 3:47 (Shaffer Smith, Beyoncé Knowles, Mikkel, S. Eriksen, Tor Erik Hermansen, Espen Lind, Amund Bjørklund)
10. Resentment – 4:40 (Beyoncé Knowles, Walter "Lil Walt" Millsap III, Candice "G.G" Nelson, Curtis Mayfield)
11. Encore for the Fans – 0:39 (Beyoncé Knowles)
12. Listen – 3:37 (Henry Krieger, Scott Cutler, Anne Preven, Beyoncé Knowles) – traccia fantasma
13. Get Me Bodied (Extended Mix) – 5:59 (Beyoncé Knowles, Solange Knowles, Kasseem "Swizz Beatz" Dean, Sean Garrett, Makeba Keli, Angela Beyincé) – traccia fantasma

Tracce bonus nell'edizione giapponese
1. Creole – 3:53 (Richard Harrison, Makeba Riddick)
2. Check on It (feat. Bun B & Slim Thug) – 3:30 (Beyoncé Knowles, Kasseem "Swizz Beatz" Dean, Sean Garrett, Angela Beyincé, Stayve Thomas)

Tracce bonus nell'edizione di iTunes
1. Lost Yo Mind – 3:47 (Dean Kasseem, Sean Garrett, Beyoncé Knowles)

Tracce bonus nell'edizione di Circuit City
1. Back Up – 3:27 (Beyoncé Knowles, Rodney "Darkchild" Jerkins, Smith Shaffer, Taylor Robert)

### Edizione deluxe

#### Edizione internazionale

##### CD 1 –B'Day (Deluxe)
1. Beautiful Liar (feat. Shakira) – 3:19 (Amanda Ghost, Beyoncé Knowles, Mikkel, S. Eriksen, Tor Erik Hermansen, Ian Dech)
2. Irreplaceable – 3:47
3. Green Light – 3:29
4. Kitty Kat – 3:55
5. Welcome to Hollywood (feat. Jay-Z) – 3:18 (Shawn Carter, Shaffer Smith, Beyoncé Knowles, Reggie Perry)
6. Upgrade U (feat. Jay-Z) – 4:32
7. Flaws and All – 4:08 (Shaffer Smith, Beyoncé Knowles, Robert Shea Taylor, Solange Knowles)
8. Still in Love (Kissing You)[68] – 4:35 (Beyoncé Knowles, Desree Weekes, Timothy Atack)
9. Get Me Bodied (Extended Mix) – 6:18
10. Freakum Dress – 3:20
11. Suga Mama – 3:24
12. Déjà vu (feat. Jay-Z) – 4:00
13. Ring the Alarm – 3:23
14. Resentment – 4:40
15. Listen – 3:37
16. World Wide Woman – 3:41 (Makeba Keli, Beyoncé Knowles, Angela Beyincé, Lashawn Daniels, Darkchild, Sean Garrett)
17. Check on It (feat. Bun B & Slim Thug) – 3:30
18. Amor gitano (feat. Alejandro Fernández) – 3:48 (Beyoncé Knowles, Jaime Flores, Reyli Barba)
19. Beautiful Liar (Radio Edit) – 3:00

Tracce bonus nell'edizione di iTunes
1. Creole – 3:53

##### DVD –B'Day Anthology Video Album
1. Beautiful Liar (feat. Shakira) – 3:34
2. Irreplaceable – 4:17
3. Kitty Kat – 1:03
4. Green Light – 3:31
5. Upgrade U (feat. Jay-Z) – 4:38
6. Flaws and All – 4:14
7. Get Me Bodied (feat. Kelly Rowland, Michelle Williams & Solange Knowles) (Extended Mix) – 6:42
8. Freakum Dress – 3:21
9. Suga Mama – 3:37
10. Déjà vu (feat. Jay-Z) – 4:06
11. Ring the Alarm – 3:33
12. Listen – 3:49
13. Still in Love (Kissing You)[69] – 4:41
14. Credits – 0:51
15. Behind the Scenes – 17:39

#### Edizione statunitense[70]

##### CD 1 –B'Day
1. Beautiful Liar (feat. Shakira) – 3:19 (Amanda Ghost, Beyoncé Knowles, Mikkel, S. Eriksen, Tor Erik Hermansen, Ian Dech)
2. Irreplaceable – 3:47
3. Green Light – 3:29
4. Kitty Kat – 3:55
5. Welcome to Hollywood (feat. Jay-Z) – 3:18 (Shawn Carter, Shaffer Smith, Beyoncé Knowles, Reggie Perry)
6. Upgrade U (feat. Jay-Z) – 4:32
7. Flaws and All – 4:08 (Shaffer Smith, Beyoncé Knowles, Robert Shea Taylor, Solange Knowles)
8. Get Me Bodied (Extended Mix) – 6:18
9. Still in Love (Kissing You)[68] – 4:35 (Beyoncé Knowles, Desree Weekes, Timothy Atack)
10. Freakum Dress – 3:20
11. Suga Mama – 3:24
12. Déjà vu (feat. Jay-Z) – 4:00
13. Ring the Alarm – 3:23
14. Resentment – 4:40
15. Listen – 3:37
16. World Wide Woman – 3:41 (Makeba Keli, Beyoncé Knowles, Angela Beyincé, Lashawn Daniels, Darkchild, Sean Garrett) – traccia nascosta

##### CD 2 –Irreemplazable
1. Amor gitano (feat. Alejandro Fernàndez) – 3:48
2. Listen (Oye) – 3:41
3. Irreplaceable (Irreemplazable) – 3:48
4. Beautiful Liar (Bello Embustero) – 3:20
5. Beautiful Liar (Remix) – 3:01
6. Beautiful Liar (Spanglish Ver.) – 3:21
7. Irreplaceable (Irreemplazable) (Norteña Remix) – 3:21

## Formazione
Dalle note dell'album:
Musicisti
- Cantanti - Beyoncé, Bun B (Rap-a-Lot Records), Alejandro Fernández (Sony BMG Messico), Jay-Z (Roc-A-Fella/Def Jam), Shakira (Epic Records), Slim Thug (Star Trak/Geffen Records)
- Batteria - Ricky Lawson
- Chitarra - Sean Carrington, Eric Jackson, Espen Lind
- Corno - Darkchild, Ronald Judge, Mo Horns, Allen "Al Geez" Arthur, Aaron "Goody" Goode
- Basso - Nathan East, James Johnson, Jon Jon
- Tastiera - Tim Carmon, Rudy Perez, Clay Perry
- Viola - Robert Becker, Denyse Buffum, Andrew Duckles, Hannah Khoury
- Violino - Roberto Cani, Mario Deleon, Bruce Dukov, Alan Grunfeld, Geraldo Hilera, Hannah Khoury, Sara Parkins, Michele Richards, Kareem Roustom, Shakira, Haim Shtrum, John Wittemburg, Kenneth Yerke
- Violoncello - Larry Corbett, Suzie Katayama, Daniel Smith
- Altri strumenti - Rene Luis Toledo (Chitarra spagnola), Boujemaa Razgui (Ney), Naser Musa (Oud), Harvey Mason (percussioni), Omar Al-Musfi (Percussioni arabe)
- Voci corali - Jasmin Cruz, Rudy Perez

Produzione
- Direttore artistico - Fusako Chubachi, Erwin Gorosita
- Design - Fusako Chubachi
- Hair stylist - Kimberly Kimble
- Logo - IloveDust
- Trucco - Francesca Tolot
- Fotografia - Max Vadukul
- Stylist - Ty Hunter, Tina Knowles
- A&R - Paul Forat, Max Gousse, Mathew Knowles, Julia Knapp
- A&R amministrazione - Aplril Baldwin
- A&R coordinatore - Aaron Brougher
- Produttore esecutivo - Beyoncé, Mathew Knowles
- Management - Mathew Knowles, Tim Blacksmith (Stargate), Danny D. (Stargate)

## Classifiche

### Classifiche settimanali
| Classifica (2008)                     | Posizione massima |
| ------------------------------------- | ----------------- |
| Australia                             | 8                 |
| Austria                               | 13                |
| Belgio (Fiandre)                      | 7                 |
| Belgio (Vallonia)                     | 12                |
| Canada                                | 3                 |
| Europa                                | 3                 |
| Finlandia                             | 23                |
| Francia                               | 12                |
| Germania                              | 5                 |
| Grecia                                | 3                 |
| Irlanda                               | 3                 |
| Italia                                | 10                |
| Giappone                              | 4                 |
| Messico                               | 9                 |
| Nuova Zelanda                         | 8                 |
| Norvegia                              | 6                 |
| Polonia                               | 33                |
| Portogallo                            | 8                 |
| Spagna                                | 5                 |
| Svezia                                | 15                |
| Svizzera                              | 2                 |
| Ungheria                              | 22                |
| Official Albums Chart                 | 2                 |
| U.S. Billboard 200                    | 1                 |
| U.S. Billboard Top R&B/Hip-Hop Albums | 1                 |

### Classifiche di fine anno
| Classifica (2006)             | Posizione |
| ----------------------------- | --------- |
| Australian Urban Albums Chart | 13        |
| Official Albums Chart         | 62        |
| U.S. Billboard 200            | 38        |
| U.S. Top R&B/Hip-Hop Albums   | 8         |
| Classifica (2007)             | Posizione |
| Australian Urban Albums Chart | 13        |
| U.S. Billboard 200            | 11        |
| U.S. Top R&B/Hip-Hop Albums   | 6         |
| Classifica (2008)             | Posizione |
| U.S. Billboard 200            | 170       |
| U.S. Top R&B/Hip-Hop Albums   | 85        |

## Riconoscimenti
- American Music Award
  - 2007 – Candidatura al miglior album Soul/R&B[90]
- Grammy Award
  - 2007 – Miglior album contemporary R&B[91]
- NAACP Image Award
  - 2007 – Candidatura al miglior album[92]
- Soul Train Music Award
  - 2007 – Candidatura al miglior album R&B femminile[93]
- World Music Award
  - 2006 – Album R&B più venduto dell'anno[94]